# Liste der Wahlbezirke im Erzherzogtum Österreich ob der Enns
Diese Liste der Wahlbezirke in Oberösterreich listet alle Wahlbezirke im Kronland Österreich ob der Enns (Oberösterreich) für die Wahlen des Österreichischen Abgeordnetenhauses auf. Die Wahlbezirke bestanden zwischen 1907 und 1918.

## Geschichte
Nachdem der Reichsrat im Herbst 1906 das allgemeine, gleiche, geheime und direkte Männerwahlrecht beschlossen hatte, wurde mit 26. Jänner 1907 die große Wahlrechtsreform durch Sanktionierung von Kaiser Franz Joseph I. gültig. Mit der neuen Reichsratswahlordnung schuf man insgesamt 480 Wahlbezirke mit in der Regel je einem zu wählenden Abgeordneten, der durch Direktwahl mit allfälliger Stichwahl bestimmt wurde. In Oberösterreich hatten vor der Abschaffung des Klassenwahlrechts 20 Wahlkreise bestanden, wobei die Landgemeinden sieben Abgeordnete, die Städte sechs Abgeordnete, die Großgrundbesitzer und die Allgemeine Wählerkasse je drei Abgeordnete sowie die Handels- und Gewerbekammer Linz einen Abgeordneten entsandte. Mit der Einführung des allgemeinen Männerwahlrechts wurden in Oberösterreich 22 Wahlbezirke geschaffen, die sich auf sechs sogenannte Städtewahlkreise und 16 Landgemeindenwahlkreise verteilten. Neben den drei Städtewahlkreisen für Linz und seine direkte Umgebungen bestanden drei weitere Städtewahlkreise, in denen die Wahlberechtigten einer Reihe von Städten und Märkten, aber auch einzelne Ortschaften aus einer Gemeinde zusammengefasst wurden. Die Landgemeindewahlkreise bestanden wiederum aus einer gewissen Anzahl von Gerichtsbezirken, von denen wiederum die Orte aus den Städtewahlkreisen ausgenommen waren.

## Wahlbezirke
Die Tabelle enthält im Einzelnen folgende Informationen:
| Nr.:           | Nummer des Wahlkreises mit Link zum Wahlbezirksartikel |
| Wahlbezirktyp: | Angabe, ob es sich um einen Städtewahlkreis oder Landgemeindenwahlkreis handelt |
| Region:        | Städte oder Gerichtsbezirke, die zum Wahlbezirk gehören. Die Landgemeindewahlkreise umfassen die angegebenen Gerichtsbezirke ohne die in den Wahlbezirken 1 bis 6 enthaltenen Städte und Ortschaften. Von den mit "(O)" gekennzeichneten Ortsbezeichnungen sind nur die genannte Ortschaft, nicht jedoch die ganze Gemeinde Teil des Wahlbezirks. |
| WB:            | Anzahl der Wahlberechtigten bei der Reichsratswahl 1911 |
| Partei 1907:   | Parteizugehörigkeit des Abgeordneten des Wahlbezirks bezogen auf die Reichsratswahl 1907, CS=Christlichsoziale Partei, DVP=Deutsche Volkspartei, SD=Sozialdemokratische Partei |
| Partei 1911:   | Parteizugehörigkeit des Abgeordneten des Wahlbezirks bezogen auf die Reichsratswahl 1911 |

| Nr. | Wahlbezirktyp          | Region | WB    | Partei 1907 | Partei 1911 |
| --- | ---------------------- | --- | ----- | ----------- | ----------- |
| 1   | Stadtwahlkreis         | Linz-West | 3323  | SD          | DVP         |
| 2   | Stadtwahlkreis         | Linz-Ost | 3440  | SD          | DVP         |
| 3   | Stadtwahlkreis         | Linz-Süd, Traun, Kleinmünchen, St. Peter, Leonding | 9944  | SD          | SD          |
| 4   | Stadtwahlkreis         | Steyr, Weyer Markt, Kremsmünster, Windischgarsten, Kirchdorf, Enns, Grein, Perg, Micheldorf, Bad Hall, Sierning (O), Sierninghofen (O), Neuzeug (O), Trattenbach (O), Wendbach (O), Neuschönau (O), Spital am Pyhrn (O), Grünburg (O), Steinbach an der Steyr (O), Mauthausen (O) | 9997  | DVP         | DVP         |
| 5   | Stadtwahlkreis         | Wels, Gmunden, Vöcklabruck, Schwanenstadt, Eferding, Grieskirchen, Bad Ischl (O), Kaltenbach (O), Reiterndorf (O), Steinbruch (O), Steinfeld (O), Ebensee (O), Kohlstatt (O), Oberlangbath (O), Roith (O), Trauneck (O), Unterlangbath (O)                                        | 8882  | SD          | CS          |
| 6   | Stadtwahlkreis         | Urfahr, Freistadt, Schärding, Braunau am Inn, Ried im Innkreis, Obernberg, Mattighofen (O), Rohrbach (O), Mauerkirchen (O), Altheim (O), Steyregg | 8352  | DVP         | CS          |
| 7   | Landgemeindenwahlkreis | Gerichtsbezirke Wildshut, Braunau am Inn, Mauerkirchen | 7497  | CS          | CS          |
| 8   | Landgemeindenwahlkreis | Gerichtsbezirke Mattighofen, Ried | 9224  | CS          | CS          |
| 9   | Landgemeindenwahlkreis | Gerichtsbezirke Obernberg, Schärding | 6697  | CS          | CS          |
| 10  | Landgemeindenwahlkreis | Gerichtsbezirke Engelszell, Raab, Peuerbach | 8099  | CS          | CS          |
| 11  | Landgemeindenwahlkreis | Gerichtsbezirke Lembach, Rohrbach, Aigen, Haslach | 7648  | CS          | CS          |
| 12  | Landgemeindenwahlkreis | Gerichtsbezirke Waizenkirchen, Eferding, Neufelden | 9235  | CS          | CS          |
| 13  | Landgemeindenwahlkreis | Gerichtsbezirke Ottensheim, Urfahr, Leonfelden | 9127  | CS          | CS          |
| 14  | Landgemeindenwahlkreis | Gerichtsbezirke Freistadt, Pregarten, Unterweißenbach | 9230  | CS          | CS          |
| 15  | Landgemeindenwahlkreis | Gerichtsbezirke Grein, Perg, Mauthausen | 8347  | CS          | CS          |
| 16  | Landgemeindenwahlkreis | Gerichtsbezirke Enns, Sankt Florian, Linz, Neuhofen | 7123  | CS          | CS          |
| 17  | Landgemeindenwahlkreis | Gerichtsbezirke Steyr, Weyer | 7768  | CS          | CS          |
| 18  | Landgemeindenwahlkreis | Gerichtsbezirke Windischgarsten, Grünburg, Kremsmünster, Kirchdorf | 9099  | CS          | CS          |
| 19  | Landgemeindenwahlkreis | Gerichtsbezirke Gmunden, Ischl | 10938 | CS          | CS          |
| 20  | Landgemeindenwahlkreis | Gerichtsbezirke Mondsee, Frankenmarkt, Vöcklabruck | 12022 | CS          | CS          |
| 21  | Landgemeindenwahlkreis | Gerichtsbezirke Schwanenstadt, Haag, Lambach | 10082 | CS          | CS          |
| 22  | Landgemeindenwahlkreis | Gerichtsbezirke Wels, Grieskirchen | 8853  | CS          | CS          |